# Лига на конференциите 2026/27
Лига на конференциите 2026/27 е 6-ото издание на третия по сила футболен турнир в Европа. Финалът на турнира ще се играе на 2 юни 2027 г. на Водафон Парк в Истанбул (Турция). Това е вторият сезон, който се провежда в новия разширен формат с 36 отбора в шампионатната фаза. Победителят в турнира се класира за шампионатната фаза на следващото издание на Лига Европа.

## Квалификационни кръгове

### Първи квалификационен кръг
Жребият за предварителния кръг се тегли на 17 юни 2025 г. Първите срещи ще се проведат на 10 юли 2025 г., а реваншите – на 17 юли 2025 г.
Класирали се отбори
- Трети
- Трети
- Трети
- Трети
- Вицешампион
- Трети
- Вицешампион
- Трети
- Вицешампион
- Трети
- Вицешампион
- Трети
- Вицешампион
- Плейоф
- Купа
- Вицешампион
- Трети
- Купа
- Вицешампион
- Трети
- Купа
- Вицешампион
- Трети
- Купа
- Вицешампион
- Плейоф
- Купа
- Вицешампион
- Трети
- Купа
- Купа
- Вицешампион
- Трети
- Купа
- Вицешампион
- Трети
- Купа
- Вицешампион
- Трети
- Купа
- Вицешампион
- Трети
- Купа
- Вицешампион
- Плейоф
- Купа
- Вицешампион
- Трети
- Купа
- Вицешампион
- Купа
- Вицешампион
- Купа
- Вицешампион
- Купа
- Вицешампион
- Купа
- Плейоф

### Втори квалификационен кръг
Вторият квалификационен кръг се дели на два потока – шампионски и основен. В шампионския поток се състезават 15 отпаднали шампиона от първия квалификационен кръг на Шампионска лига 2026/27. В основния поток се включват 54 отбора, както и 26-те победителя от първия квалификационен кръг и осемте отпаднали от първия квалификационен кръг на Лига Европа 2026/27.
Класирали се отбори
Купаски поток
- 16 отпаднали от първия квалификационен кръг на Шампионска лига 2026/27

Основен поток
- Плейоф
- Четвърти
- Плейоф
- Четвърти
- Четвърти
- Четвърти
- Четвърти
- Трети
- Плейоф
- Трети
- Четвърти
- Трети
- Четвърти
- Вицешампион
- Плейоф
- Вицешампион
- Трети
- Вицешампион
- Трети
- Вицешампион
- Трети
- Вицешампион
- Трети
- Вицешампион
- Трети
- Вицешампион
- Трети
- Вицешампион
- Трети
- Вицешампион
- Трети
- Вицешампион
- Плейоф
- Вицешампион
- Трети
- Вицешампион
- Трети
- Вицешампион
- Трети
- Вицешампион
- Плейоф
- Вицешампион
- Вицешампион
- Вицешампион
- Вицешампион
- Купа
- Купа
- Купа
- Купа
- Купа
- 29 победителя от първия квалификационен кръг
- 9 отпаднали от първия квалификационен кръг на Лига Европа 2026/27

### Трети квалификационен кръг
В основния поток на третия квалификационен кръг се включват седемте отпаднали от втория квалификационен кръг на Лига Европа 2026/27.
Класирали се отбори
Купаски поток
- 8 победителя от втория квалификационен кръг (шампионски поток)

Основен поток
- 44 победителя от втория квалификационен кръг (основен поток)
- 8 отпаднали от втория квалификационен кръг на Лига Европа 2026/27

### Плейоф
В този кръг се включват пет нови отбора, както и отпадналите отбори от третия квалификационен кръг на Лига Европа 2026/27.
Класирали се отбори
Купаски поток
- 6 отпаднали от третия квалификационен кръг на Лига Европа 2026/27 (шампионски поток)
- 4 победителя от третия квалификационен кръг (шампионски поток)

Основен поток
- Купа на лигата
- Шести
- Шести
- Шести
- Шести
- 7 отпаднали от третия квалификационен кръг на Лига Европа 2026/27 (основен поток)
- 26 победителя от третия квалификационен кръг (основен поток)

## Купаатна фаза
Жребият ще се проведе в Нион (Швейцария) през август 2026 г. Отборите са разделени в четири урни в зависимост от коефициентите им в ранглистата на УЕФА. В настоящия формат 36-те отбора ще се състезават в една обща група. Всеки отбор ще изиграе общо шест срещи (три като домакин и три като гост), като отбори от една държава не могат да играят помежду си. Жребият определя срещу кои отбори всеки клуб ще играе, като целта е всеки отбор да играе по равно количество срещи срещу отбори от всяка урна. Първите осем отбора се класират за осминафиналите, докато следващите 16 отбора ще играят в плейофите на фазата на директните елиминации. Последните 12 отбора отпадат от надпреварата.
Класирали се отбори
- 24 победителя от плейофите
- 12 отпаднали от плейофите на Лига Европа 2026/27